# منوچهری دامغانی
اَبوالنَّجم احمد بن قوس بن احمد منوچهری دامغانی (درگذشته به سال ۴۳۲ هجری) معروف به منوچهری دامغانی، از شعرای طراز اول سده پنجم هجری و اهل دامغان بود. در کتب تذکره او را شصت گله و شصت کُله لقب داده‌اند. گویا علت اشتهار منوچهری با این لقب در نزد تذکره‌نویسان، اشتباه این شاعر با «شمس الدین احمد بن منوچهر شصت کُله» از شعرای سده ششم است. منوچهری تخلص خود را از نام نخستین ممدوح خود منوچهر زیاری پنجمین حکمران زیاری گرفته است. هیچ نسخهٔ قدیمی از منوچهری در دست نیست و غالب نسخ موجود آن از عهد قاجاریه و قدیمی‌ترین آن از دوره صفویه برجا مانده است.

## زندگی
از کودکی و جوانی منوچهری در دامغان اطلاعات چندانی در دست نیست جز آنکه عوفی نوشته است «در ایام کودکی چنان ذکی بود که هر نوع ازو در شعر امتحان کردندی بدیهه بگفتی و خاطر او بمواتات آن مسامحه نکردی»
با توجه به سیاق متداول عصر و با توجه به وجود چندین حوزه علمیه و مدرسه علوم دینی در دامغان که قدمت برخی از آنها به زمانی پیش از عصر منوچهری می‌رسد؛ احتمالاً وی تحصیلات آغازین خود را در یکی از همین مدارس دینی گذرانده باشد که این امر می‌تواند سرآغاز آشنایی منوچهری با زبان و ادبیات عربی باشد. دولتشاه در تذکرةالشعرا و هدایت در مجمع‌الفصحاء به نقل از تقی‌الدین کاشی در خلاصةالاشعار و زبدةالافکار نوشته‌اند که منوچهری شاگرد ابوالفرج سگزی شاعر معروف اواخر قرن چهارم بوده است. پس از آن وی به خدمت منوچهر قابوس زیاری در طبرستان رسید. پس از مرگ منوچهر قابوس، منوچهری به ری رفت و به خدمت طاهر دبیر رسید که از طرف سلطان مسعود غزنوی در آنجا فرمانروایی داشت. وی از آنجا به دربار غزنه راه یافته، و به ستایشگری سلطان مسعود غزنوی مشغول شد. منوچهری بر اثر جوانی، جودت ذهن و شیرینی زبانی در خدمت مسعود دستگاهی داشت و از این رو محسود اقران بود. منوچهری برای جلب حمایت عنصری قصیده ای به نام «لغز شمع» سرود و در آن عنصری بلخی را ستایش کرد. منوچهری در سال ۴۳۲ هجری قمری، و حالی که سی و چهار سال داشت درگذشت.

## موضوع و قالب شعری
بازتاب عناصر طبیعی نظیر رنگ، صوت و عناصر بویایی در آثار منوچهری چشمگیر است.
منوچهری اولین سرایندهٔ ایرانی متأثر از سرایندگان عرب نیست، ولی در میان سرایندگان فارسی‌زبانِ پیش از خود یا معاصرانش هیچ‌کس به اندازهٔ او از ادبیات عرب تأثیر نپذیرفته است.
منوچهری علاوه بر آشنایی به زبان عربی، از دانش‌هایی چون نحو، پزشکی، ستاره‌شناسی، و موسیقی آگاهی داشت و او خود به علومی که در آنها تبحر داشت اشاره صریح دارد:
من بدانم علم طبّ و علم دین و علم نحو
تو ندانی دال و ذال و راء و زاء و سین و شین
دیوان منوچهری مشتمل بر اشعاری است که در قالب غزل، قصیده، مسمط، قطعه، و ترکیب‌بند سروده شده و موضوعاتی چون ستایش، وصف و خمریه را در بر می‌گیرد. منوچهری قالب مسمط را برای نخستین بار در شعر فارسی پدیدآورده است زیرا پیش از او در اشعار فارسی اثری از آن نمی‌یابیم. از میان شاعران بعد از منوچهری، لامعی گرگانی کار او را در سرودن مسمط دنبال کرد. اشعار او معمولاً در دو سبک است. یا تغزل و اشعاری که به جوانی او هنگام شاعری بازمی‌گردد و دیگری مدح و ستایش سلاطین و بزرگان زمانه که از رسوم معمول شاعری آن زمان بوده است. در اشعار او مفردات و اصطلاحات عربی بسیار دیده می‌شود که توانایی او در ادبیات عرب را منعکس می‌سازد. عادت منوچهری باظهار علم باعث استعمال لغات و اصطلاحات مهجور عربی در شعر او شده و گاه آن را به خشونت و درشتی مقرون ساخته است لیکن در عین حال باید اذعان داشت که حتی آن اشعار که با چنین ترکیباتی به وجود آمده است نیز جذابیت و شکوه خاصی دارد. در شعر این شاعر استاد نوعی موسیقی و آهنگ خاص وجود دارد. منوچهری در استعمال بعضی کلمات و ترکیبات بی پرواست و در برخی از قصایدش الفاظ بر معانی غلبه دارد اما او بیشتر به «تشبیهات بدیع» توجه داشت. مطلب دیگر که باید در اشعار منوچهری مورد توجه باشد (تکرار بعضی از مضامین) است.
به‌کارگیری واژه‌ها و اصطلاحات عربی، حتی واژه‌های غریب و نامانوس، اشاره به نام نزدیک به سی سراینده عرب در دیوان او، اشاره به مطالعه و حفظ دیوانهای سرایندگان عرب، بهره‌گیری از اسلوب و درون‌مایه سروده‌های عربی، برخی از مصادیق این توجه به‌شمار می‌آیند. زبان او در شعرش نه به سادگی و روانی زبان رودکی و فرخی است و نه به استواری و پختگی زبان عنصری.عبدالحسین زرین‌کوب در توصیف زبان شعری اش اینگونه گفته است: «زبانی شیرین اما درشت و ناهموار است و رایحهٔ فضل‌فروشی از آن به مشام می‌رسد». علتش همان عربی‌دانی و عربی‌خوانی او و مراجعه مکررش به دیوان‌های شاعران عرب بوده است. مقاله‌ای که در حوزه ادبیات تطبیقی و با هدف بررسی میزان تأثیرپذیری منوچهری دامغانی از معلقه امرؤالقیس انجام شده است، بیانگر تأثیرپذیری منوچهری دامغانی در دو چامه خود از معلقه امرؤالقیس در محور عمودی و موتیف است. علی‌رغم این موارد، در محور افقی ابتکار و استقلال عمل منوچهری، به ویژه در زمینه توصیفات کاملاً به چشم می‌خورد.

## نمونهٔ اشعار
* * *
| کرده گلو پر ز باد قمری سنجاب پوش |  | کبک فرو ریخته مشک به سوراخ گوش  |
| بلبلکان با نشاط، قمریکان با خروش |  | در دهن لاله مشک، در دهن نحل نوش |
| سوسن کافور بوی، گلبن گوهر فروش   |  | وز مه اردیبهشت کرده بهشت برین   |
| شاخ سمن بر گلو بسته بود مخنقه    |  | شاخ گل اندر میان بسته بود منطقه |
| ابر سیه را شمال کرده بود بدرقه   |  | بدرقهٔ رایگان بی طمع و مخرقه     |
| باد سحرگاهیان کرده بود تفرقه     |  | خرمن در و عقیق بر همه روی زمین  |
| چوک ز شاخ درخت خویشتن آویخته     |  | زاغ سیه پر و بال غالیه آمیخته   |
| ابر بهاری ز دور اسب برانگیخته    |  | وز سم اسبش به راه لؤلؤ تر ریخته |
| در دهن لاله باد، ریخته و بیخته   |  | بیخته مشک سیاه، ریخته در ثمین   |

## ارجاع اروپاییان
شعر منوچهری مورد توجه اروپاییان از جمله شارل هانری دو فوشه‌کور، ایران‌شناس فرانسوی بوده، که دربارهٔ وی کتابی به زبان فرانسوی نوشته است. در زبان انگلیسی هم تحقیقی با عنوان The Divan of Manuchehri Damghani: A critical Study توسط جروم کلینتون انجام گرفته و در سال ۱۹۷۲ به چاپ رسیده است.

## وضعیت تصحیح و ویرایش دیوان منوچهری
از دیوان منوچهری با همه اشتهار و تداول اشعارش نسخ قدیم در دست نیست و غالب نسخ موجود آن از عهد قاجاریه و قدیم‌ترین آن از دوره صفویه است.
دیوان منوچهری دامغانی تصحیح کازیمیرسکی در سال ۱۸۸۶ میلادی. آلبرت دو بیبرشتین کازیمیرسکی Albert Kazimirski de Biberstein (1808 –1887)، خاورشناس لهستانی مقیم فرانسه که کار تصحیح دیوان منوچهری دامغانی را در پاریس انجام داد و انتشارات کلینکسیک Klincksieck به چاپ رساند. دیوان منوچهری دامغانی به‌تصحیح محمد دبیرسیاقی منتشر شد که آخرین تجدیدنظر وی از این دیوان در سال ۱۳۸۷ به وسیلهٔ انتشارات زوّار چاپ شده است. تصحیح دیگری توسط برات زنجانی توسط مؤسسه انتشارات دانشگاه تهران در سال ۱۳۸۷ چاپ شد. در سال ۱۳۹۰ دیوان منوچهری دامغانی به تصحیح عزیزالله علیزاده در تهران توسط انتشارات فردوس در قطع وزیری و ۳۳۶ صفحه شامل قصاید، قطعات، مُسَمّطات، رباعیّات، دوبیتی و ابیات دیگر، کشف الابیات، همراه با وزن و بحر تمام اشعار منتشر شده است. در سال ۱۳۹۳ دیوان منوچهری دامغانی به تصحیح حبیب یغمایی و به کوشش سید علی آل داود از سوی بنیاد موقوفات دکتر محمود افشار منتشر شده است. در سال ۱۴۰۳ دیوان منوچهری دامغانی به‌تصحیح و تحقیق راضیه آبادیان توسط بنیاد موقوفات دکتر محمود افشار با همکاری انتشارات سخن در ۱۱۰۷ صفحه منتشر شد.